# Giacomo Pellicciotti
Dopo la laurea in giurisprudenza, nel 1968 si trasferisce a Milano e comincia a lavorare nel mondo della pubblicità coltivando, contemporaneamente, la passione per la musica.

## Biografia
La prima collaborazione è con Billboard, edizione italiana: brevi notizie su concerti, dischi e piccole interviste di artisti pop, rock e altro. Poi l’incontro con Arrigo Polillo, direttore del mensile Musica Jazz e promoter dei più importanti tour e concerti in Italia. Così le interviste ai big della musica improvvisata e le recensioni di dischi diventano più consistenti e impegnative. E a scrivere di e sulla musica diventa una vera professione.
Nel 1974 collabora con il magazine romano Muzak. In seguito con il gruppo milanese composto da Peppo Delconte, Antonino Antonucci Ferrara, Roberto Masotti, Marco Fumagalli e Riccardo Bertoncelli fonda Gong, mensile di cultura e musica progressiva che diviene in quegli anni un punto di riferimento per gli appassionati di musica rock, pop e jazz. Il pubblico italiano comincia a conoscere il rock progressivo, il free jazz e più tardi la new wave americana.
Nel 1975 inizia a scrivere per il settimanale L'Europeo ed è tra i fondatori di una delle prime radio libere italiane, “Milano Centrale” che diventerà poi Radio Popolare. Per allargare la sua conoscenza della scena del free jazz americano, fonda con l’aiuto di finanziatori svizzeri, l’etichetta discografica Black Saint.

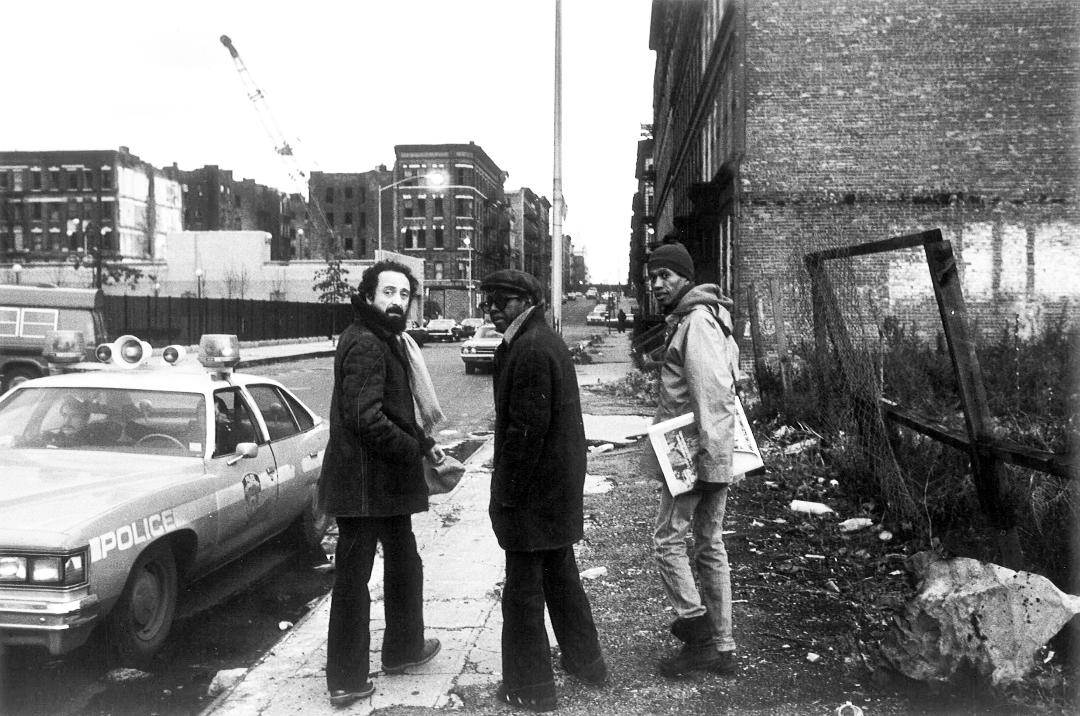
A Harlem negli anni '70

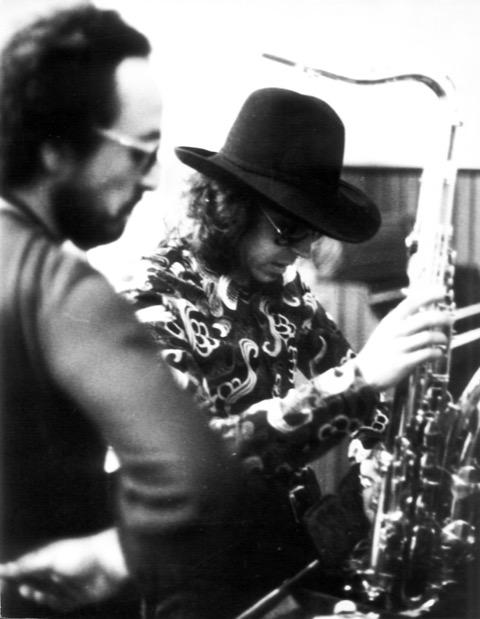
Con Gato Barbieri

Si reca più volte a New York dove registra ai Generation Sound Studios, 1650 Broadway, con Tony May, l’impeccabile tecnico del suono che aveva registrato per l’etichetta Impulse! Records  i dischi più belli di John Coltrane, Gato Barbieri, Keith Jarrett, Archie Shepp, Charles Mingus e altri innovatori degli anni Sessanta. Con il sound engineer americano e altri a Milano e Parigi, produce i dischi Black Saint - vedi discografia. - 
A New York, oltre a coltivare intensi rapporti di amicizia con i più importanti musicisti della scena free jazz che bussano alla sua porta per firmare con la Black Saint, trova i critici americani che applaudono e promuovono le scelte dell’etichetta italiana che vende dischi anche negli USA. I dischi della Black Saint e il suo fondatore vengono citati da libri e recensioni un po' ovunque.

Un lavoro che viene riconosciuto anche dal settimanale Panorama che pubblica un articolo dal titolo: “Per fortuna che c'è Pellicciotti” a firma di Claudio Sabelli Fioretti.

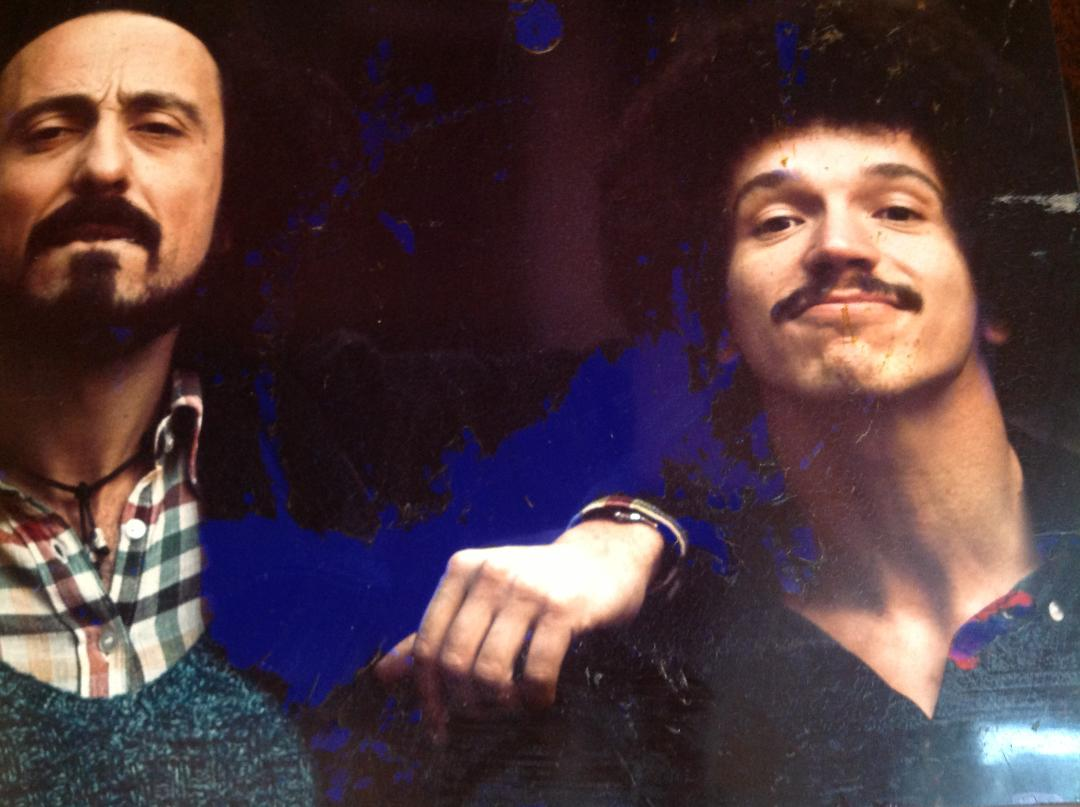
Marzo 1973: Pellicciotti e Keith Jarrett

Nel 1977 inizia una collaborazione con il quotidiano la Repubblica che poi diventa fissa e continuativa (articolo 2) e dura oltre quarant'anni. Per le pagine nazionali e milanesi degli spettacoli e della cultura realizza interviste, recensioni di concerti, reportage dai grandi festival di jazz e di rock. Incontra più volte Keith Jarrett, Sonny Rollins, Miles Davis, Ella Fitzgerald, Chet Baker, Ornette Coleman ma anche Sting, Ryuichi Sakamoto, Marilyn Manson, Frank Zappa, David Bowie, Madonna, Peter Gabriel, Lou Reed, David Byrne, Caetano Veloso oltre a tutti i protagonisti della scena pop-rock-jazz italiana tra cui Enrico Rava che lo cita nel suo libro "Incontri con musicisti straordinari: la storia del mio jazz".
Contemporaneamente inizia a lavorare, dal 1982 al 1988 per il gruppo Condè Nast. Vogue, Vogue Uomo, Per lui, Per Lei. Qui allarga i suoi orizzonti giornalistici occupandosi anche di cinema, musica classica, opera, sport e persino di fumetti.

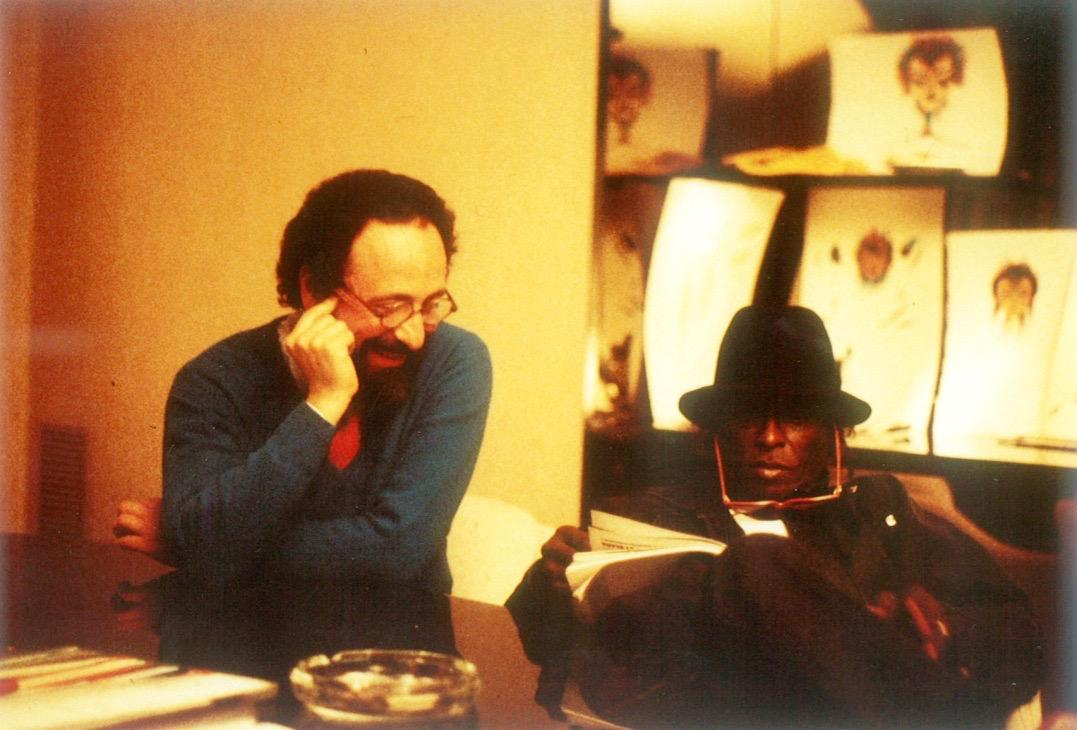
Milano, aprile 1983, con Miles Davis

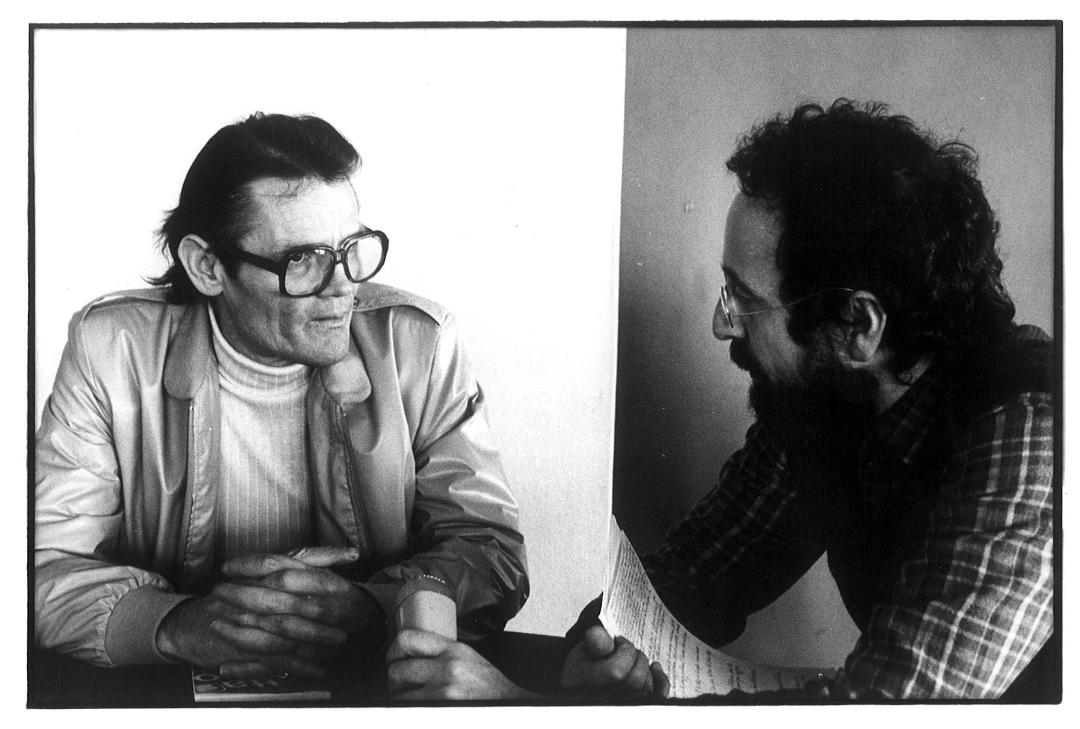
19 novembre 1979, con Chet Baker

Storica la sua intervista con Miles Davis, nel 1983 a cui viene dedicata la copertina di Uomo Vogue. Titolo Un uomo e la sua leggenda in cui il mitico trombettista jazz, vestito da Giorgio Armani, parla delle sue abitudini quotidiane, di moda e anche della vita privata.
Il 22 ottobre del 1984 inizia a tenere una rubrica fissa su Panorama con recensioni settimanali di dischi di pop, rock e jazz. La rubrica continua fino al 2007. Ma scrive anche articoli, interviste sulla ricca scena rock e pop di quegli anni.

## Produzione discografica Black Saint
| BSR 0001   | Billy Harper                                                       | Black Saint                               |
| BSR 0002   | Archie Shepp                                                       | A Sea of Faces                            |
| BSR 0003   | Muhal Richard Abrams featuring Malachi Favors                      | Sightsong                                 |
| BSR 0004   | Don Pullen featuring Sam Rivers                                    | Capricorn Rising                          |
| BSR 0005   | Frank Lowe                                                         | The Flam                                  |
| BSR 0006/7 | The 360 Degree Music Experience                                    | In: Sanity                                |
| BSR 0008   | Steve Lacy, Roswell Rudd, Kent Carter, Beaver Harris               | Trickles                                  |
| BSR 0009   | Oliver Lake                                                        | Holding Together                          |
| BSR 0010   | Don Pullen                                                         | Healing Force                             |
| BSR 0011   | Enrico Rava                                                        | Il Giro Del Giorno in 80 Mondi            |
| BSR 0012   | Marcello Melis, Enrico Rava, Roswell Rudd, Don Moye, Gruppo Rubanu | The New Village on the Left               |
| BSR 0013   | Don Cherry, Dewey Redman, Charlie Haden, Ed Blackwell              | Old and New Dreams                        |
| BSR 0014   | Hamiet Bluiett                                                     | Resolution                                |
| BSR 0015   | Julius Hemphill with Abdul Wadud and Don Moye                      | Raw Materials and Residuals               |
| BSR 0016   | George Lewis                                                       | Shadowgraph                               |
| BSR 0017   | Muhal Richard Abrams                                               | 1-OQA+19                                  |
| BSR 0018   | David Murray                                                       | Interboogieology                          |
| BSR 0019   | Don Pullen, Chico Freeman, Fred Hopkins, Bobby Battle              | Warriors (album)                          |
| BSR 0020   | Lester Bowie                                                       | The 5th Power                             |
| BSR 0021   | Charles "Bobo" Shaw Human Arts Ensemble featuring Joseph Bowie     | Junk Trap                                 |
| BSR 0022   | Leroy Jenkins                                                      | The Legend of Ai Glatson                  |
| BSR 0023   | Marcello Melis                                                     | Free to Dance                             |
| BSR 0024   | Max Roach featuring Anthony Braxton                                | Birth and Rebirth                         |
| BSR 0025   | Andrew Cyrille                                                     | Metamusicians' Stomp                      |
| BSR 0026   | George Lewis & Douglas Ewart                                       | Jila - Save! Mon. - The Imaginary Suite   |
| BSR 0027   | World Saxophone Quartet                                            | Steppin' with the World Saxophone Quartet |
| BSR 0028   | Don Pullen featuring Don Moye                                      | Milano Strut                              |
| BSR 0029   | George Lewis                                                       | Homage to Charles Parker                  |
| BSR 0030   | Andrew Cyrille, Jeanne Lee & Jimmy Lyons                           | Nuba                                      |
| BSR 0031   | String Trio of New York                                            | First String                              |
| BSR 0032   | Muhal Richard Abrams                                               | Spihumonesty                              |